# とんずら
とんずらとは、逃げることをいう俗語。犯罪を犯した者が逃げる場合などに特に用いられる。以下を組み合わせた合成語である。
- とん - 遁（とん）、逃げることを意味する。遁走など。
- ずら - ずらかる、逃げ出すことを意味する俗語。